# وليد دحروج
وليد دحروج (1965) هو لاعب كرة قدم لبناني سابق لعب كمهاجم لنادي الصفاء، ومثّل لبنان دوليًا.

## مهنة النادي
بدأ دحروج مسيرته الكروية مع نادي الأهلي صيدا، قبل أن ينتقل إلى الصفاء عام 1984. في موسم 1991-1992 كان هداف الدوري اللبناني الممتاز برصيد 20 هدفاً. ظل دحروج في الصفاء حتى تقاعده عام 2002.

## مهنة دولية
مثّل دحروج لبنان دوليًا خلال التسعينيات، ولعب في تصفيات كأس العالم 1994 وكأس العرب 1998.

## الحياة الشخصية
ولد دحروج عام 1965 وله ابنتان: ماجدة، وماي.

## الإنجازات
الصفاء
- كأس لبنان : 1986–87 الوصيف: 1970-71، 1989-90، 1990-1991، 1994-95، 1999-2000

فردي
- هداف الدوري اللبناني الممتاز: 1991-1992.[5]